# Asobara formosae
Asobara formosae är en stekelart som först beskrevs av William Harris Ashmead 1906.  Asobara formosae ingår i släktet Asobara och familjen bracksteklar. Inga underarter finns listade.